# NGC 5146
NGC 5146 este o galaxie lenticulară situată în constelația Fecioara. A fost descoperită în 9 mai 1784 de către William Herschel. Se află la o distanță de 86,3 de megaparseci de Pământ.